# قائمة مؤرخين تونسيين
مؤرخون تونسيون: اهتم بالكتابة عن المؤرخين التونسيين للقرون 17-18 الأستاذ أحمد عبد السلام, وقد كتب فيه عن الكتب التاريخية وأصحابها. وقد سبق ذلك الاهتمام منذ بدايات القرن العشرين بميدان التاريخ، وقد برز في هذا المجال أكثر من مؤرخ من بينهم حسن حسني عبد الوهاب ومحمد بن الخوجة وعثمان الكعاك وغيرهم، وبعد الاستقلال، تواصل الاهتمام بالتاريخ بحثا عن تدعيم إيديولوجية الدولة الوطنية، وفي هذا الإطار تم تحقيق عدد من المصادر التاريخية التي صدرت منذ مطلع الستينات وخاصة بين أواخر الستينات وبداية سبعينات القرن العشرين، ومن أهمها إتحاف أهل الزمان بأخبار ملوك تونس وعهد الأمان تابن أبي الضياف، كما تم تحقيق كتب الحلل السندسية في الأخبار التونسية للوزير السراج، والمؤنس في أخبار إفريقية وتونس والفارسية في مبادئ الدولة الحفصية وغيرها... وقد ساهمت الجامعات الفرنسية والجامعة التونسية في تكوين عشرات المؤرخين الذين أمنوا التدريس بأقسام التاريخ بمختلف الكليات.

## تصنيف
بصفة عامة يمكن تقسيم المؤرخين التونسيين إلى هواة ومحترفين، اتخذ الأوائل كتابة التاريخ هواية، وأصدروا العديد من الكتب المختلفة الهمية، أما المحترفون فقد تلقوا تكوينا أكاديميا معمقا، وهم يعملون في مختلف أقسام التاريخ بالجامعة التونسية:
- مؤرخون قدامى وإخباريون:

1. ابن أبي الضياف
2. ابن أبي دينار
3. ابن خلدون
4. أحمد برناز
5. حمودة بن عبد العزيز
6. محمد الصغير بن يوسف
7. التجاني
8. حسين خوجة
9. الوزير السراج

- مؤرخون جامعيون: التاريخ القديم

1. محمد حسين فنطر
2. عمار المحجوبي

- مؤرخون جامعيون: التاريخ الإسلامي

1. هشام جعيط
2. محمد حسن
3. الراضي دغفوس
4. منير رويس
5. مراد اليعقوبي
6. محمد الطاهر رويس

- مؤرخون جامعيون: التاريخ الحديث

1. رشاد الإمام
2. الشيباني بنبلغيث
3. الصادق بوبكر
4. عبد الجليل التميمي
5. أحمد جدي
6. محمد الهادي الشريف
7. أحمد عبد السلام
8. التليلي العجيلي
9. لطفي عيسى
10. محمد الحبيب الهيلة

- مؤرخون جامعيون: التاريخ المعاصر

1. صوفي بسيس
2. سمير البكوش
3. عبد السلام بن حميدة
4. البشير التليلي
5. الهادي التيمومي
6. البشير التليلي
7. حسين رؤوف حمزة
8. محمد الأزهر الغربي
9. عميرة علية الصغير
10. محمد ضيف الله
11. محمد فروة
12. مصطفى كريم
13. فتحي ليسير
14. عبد الكريم الماجري
15. عدنان منصر
16. عبد الحميد الهلالي

- مؤرخون تقليديون أو هواة

1. محمد بن الخوجة
2. سليمان زبيس
3. حمادي الساحلي
4. حسن حسني عبد الوهاب
5. محمد المرزوقي

## إشارات مرجعية
1. ↑  Ahmed Abdesselem, Les historiens tunisiens des XVIIe, XVIIIe et XIXe siècles, essai d'histoire culturelle, Publications de l'Université de Tunis, 1973